# 東京暇人
『東京暇人』（とうきょうひまじん、TOKYO hi-IMAGINE）は、2012年10月6日から2020年3月21日まで日本テレビで土曜日1:59 - 2:44に放送されていた情報バラエティ番組。

## 概要
2012年9月28日まで放送されていた『情報満喫バラエティ 週末にしたい10のこと!』の後継番組で、基本的な内容や構成はこちらを踏襲していると言える。
東京ライフをより楽しく、上質なモノにするエンターテインメント情報を紹介する（日本テレビが制作・販売・主催する番組・DVD・映画・美術展・イベントが中心）。
映画パートとイベントパートに分かれていて、東京近郊の情報であるイベントパートは日本テレビのみの放送だが、映画パートは別番組として編成され、日本テレビの他に系列局でも放送されることがある。
なお、2017年4月から日本テレビで関連番組『暇人ラヂオ〜hi-IMAGINE RADIO〜』がスタートした。
男性MC（主に天野）一人と女性MC一人で進行されることが多いが、2019年6月8日放送では女性MCが休みで天野と塚地で進行された。

## 出演者
MC
総合
- 平野綾 - 2016年4月から12月までニューヨーク留学のため休演[1]。
- 松井玲奈（2016年4月 - 12月、2017年3月25日 - )[2]
- 松田るか (2018年4月21日 -)[3]

映画コーナー担当
- 天野ひろゆき（キャイ〜ン）

イベントコーナー担当
- 山田五郎
- 塚地武雅（ドランクドラゴン）

## スタッフ
- 構成：川上トリオ、岸川祥子
- 音効：金子寛史、塚越健太
- 技術協力：NiTRO
- AP：本田芳穂、二宮愛
- AD：岩澤巧、伊藤綾夏、中島星、水元瑛士
- コンテンツ：関川悦代、伊藤卓哉
- デスク：片山暁穂
- 演出：宮崎俊彦
- ディレクター：岡部友明、杉本真宣、浦嵜優、森島孝志、神宮つとむ、小舩井悠輔、星啓大、荒木太司
- プロデューサー：大武智治、飯島幸子
- 制作：北川俊介
- 制作協力：AX-ON
- 製作著作：日本テレビ

### 過去のスタッフ
- 構成：武洋行
- コンテンツ：中谷敏夫、古野千秋、岩間玄、門屋大輔、今泉浩美、藤本鈴子、飯沼伸之
- 配信：永井大輔
- タイトルデザイン：高橋翔
- デスク：野尻奈津子、山本まりあ、平方真由美
- AP：高橋加代子、目黒元丈
- AD：川里利恵、金子優介、屋富祖青華、海下奈央、大西広晃、牧野裕介、渡部慎也
- 演出：石田一利、川島啓史、永井和克
- ディレクター：松尾郁弥、高柳健太朗、池本寛子、本山崇、池辺幸子、牧野裕介、野尻嘉一
- プロデューサー：大田貴史
- 制作：井上健（以前は、チーフプロデューサー）、小野利恵子、芦田健司、長崎佳子